# Dargaud
Les Éditions Dargaud é uma editora de banda desenhada, franco-belga. Foi fundada em 1943 por Georges Dargaud.

## História
Inicialmente, Dargaud publicou romances para as mulheres. Em 1948, iniciaram a publicação de Ligne, uma "revista para mulheres elegantes", bem como uma edição francesa da revista belga, Tintin.
Em 1960, a Dargaud compra a revista semanal Pilote a René Goscinny, Albert Uderzo, e Jean-Michel Charlier, e no mesmo ano, publica o seu primeiro álbum de banda desenhada. Uderzo continuou como editor da revista, e Charlier foi editor dos álbuns durante algum tempo.
Em 1974, Dargaud queria diversificar e, Pilote transforma-se  em uma revista mensal, criando mais duas revistas mensais. As novas revistas foram Lucky Luke Mensuel  e Achille Talon. No entanto, não foram capazes de sustentar um número de leitores assíduos e acabaram ao fim de um ano. As BDs dessas duas revistas foram colocados novamente na Pilote.

## Títulos
- Asterix - Albert Uderzo e René Goscinny.
- Barba Ruiva - Jean-Michel Charlier, Victor Hubinon, etc.
- Blacksad - Juan Diaz Canales e Juanjo Guarnido.
- Blake e Mortimer - Edgar Pierre Jacobs, etc.
- Blueberry - Jean-Michel Charlier, Jean Giraud, etc.
- Lucky Luke - Morris, René Goscinny, etc.
- Philémon - Fred.
- Tanguy et Laverdure - Jean-Michel Charlier, Albert Uderzo, Jijé, etc.
- O Vagabundo dos Limbos - Christian Godard, Julio Ribera.
- Valérian - Pierre Christin e Jean-Claude Mézières.
- XIII - Jean Van Hamme e William Vance.